# Смоленская АЭС
Смоле́нская АЭС — атомная электростанция, расположенная на юге Смоленской области в 3 км от города Десногорск. Находится на правом берегу Десногорского водохранилища. Расстояние до города Смоленска — 150 км.
В промышленной эксплуатации на станции находится три энергоблока с уран-графитовыми канальными реакторами типа РБМК-1000. Электрическая мощность каждого энергоблока — 1 000 МВт, тепловая 3 200 МВт. Суммарная установленная мощность станции — 3 000 МВт. Связь с Единой энергетической системой России осуществляется шестью линиями электропередач напряжением 330 кВ (Рославль-1, 2), 500 кВ (Калуга, Михайлов), 750 кВ (Ново-Брянская, Белорусская).
Смоленская АЭС является филиалом концерна АО «Концерн Росэнергоатом».
На станции трудятся более 3 тысяч человек, более 46 % которых имеют высшее или среднее профессиональное образование.
В 2021 году выработка электроэнергии составила 22,9 млрд кВт·ч, КИУМ — 87,31 %.

## Расположение
Смоленская АЭС находится на юге Смоленской области в 3 км от города Десногорск. До областного центра — города Смоленск — 150 км. Для технологических нужд станция использует воду Десногорского водохранилища, питающегося рекой Десной — левым притоком Днепра.
Район, в котором расположена САЭС, относится к 5-балльной сейсмической зоне с периодом повторения 1 раз в 100 лет и к 6-балльной зоне с периодом повторения раз в 10 000 лет.

## История строительства

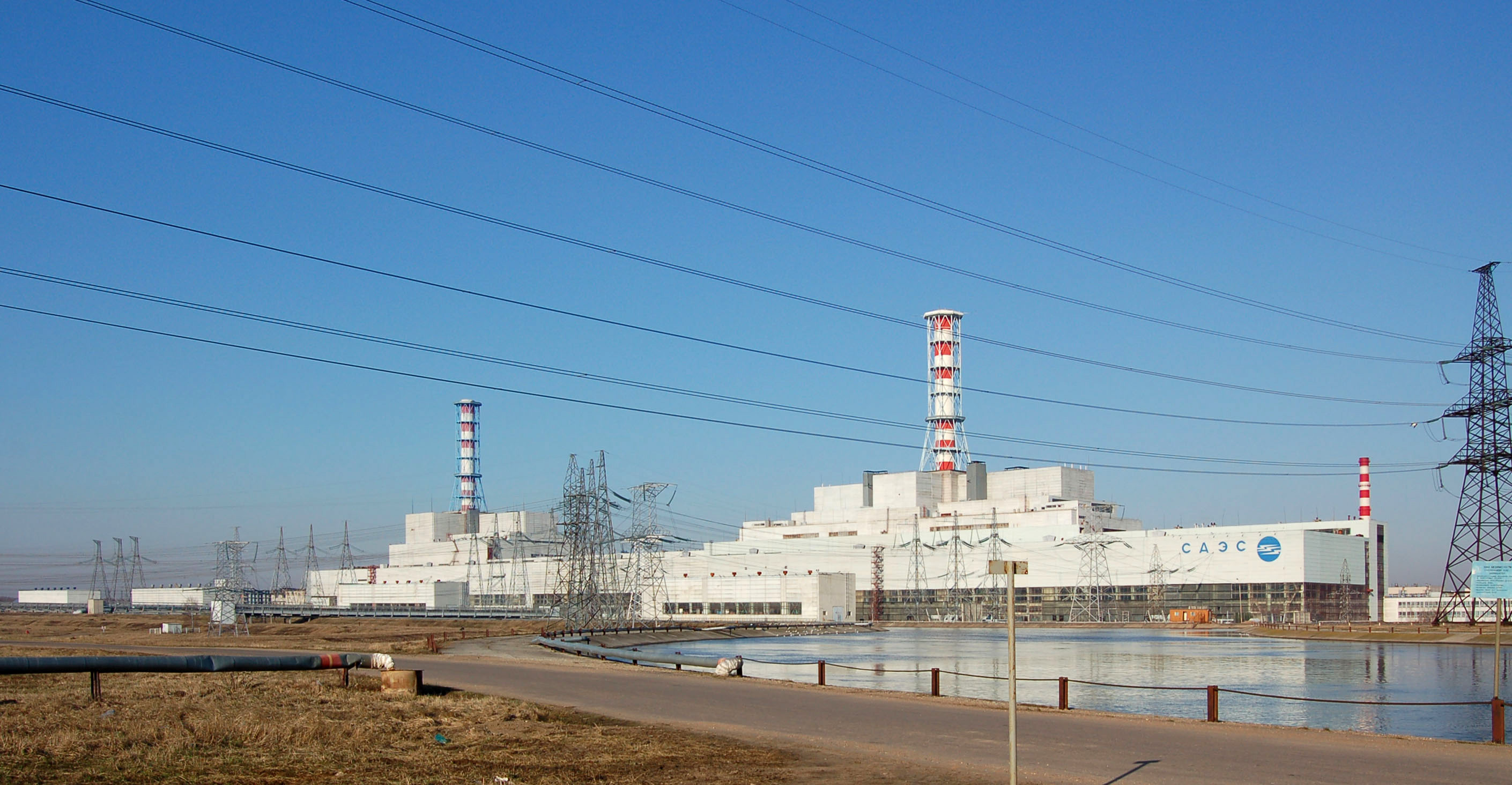
Смоленская АЭС, 2013 год

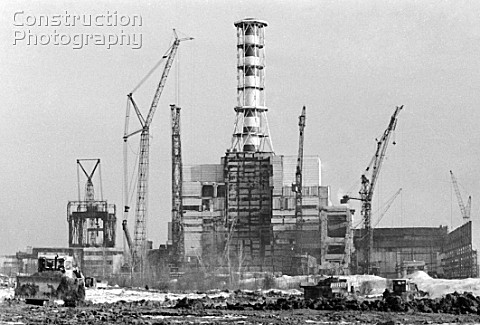
Недостроенный реактор № 4 в 1988 году

Смоленская АЭС, 2001 год

Строительство Смоленской АЭС велось на основании постановления от 26 сентября 1966 года Советом министров СССР № 800/252 «О строительстве атомной электростанции в Смоленской области». К востоку от будущей АЭС для её сотрудников было принято решение построить город-спутник — Десногорск. Строительство новой атомной электростанции обосновывалось дефицитом энергоносителей на территории Центральной России.
3 октября 1966 года Министерство энергетики и электрификации СССР приступило к проектированию Смоленской АЭС. Спустя пять лет, 22 апреля 1971 года, были начаты подготовительные работы по строительству станции. В 1973 году строительство атомной электростанции было объявлено Всесоюзной ударной комсомольской стройкой. В октябре 1978 года было начато перекрытие реки Десны для заполнения водохранилища. К 1975 году были закончены подготовительные работы, а также вырыт котлован аппаратного отделения станции. В последующие два года было закончено бетонирование фундаментных плит трёх энергоблоков, а также начаты работы по строительству стен первого энергоблока. В 1981 году были введены в эксплуатацию ОРУ-110 KB и ОРУ-330 KB, химводоочистка и запущено накопление химобессоленной воды для холодных промывок. В сентябре 1982 года был произведён физический пуск.
25 декабря 1982 года был принят в эксплуатацию первый энергоблок Смоленской АЭС. 4 мая 1985 года второй энергоблок был подключён к единой энергосистеме СССР. 17 января 1990 года был произведён энергетический пуск третьего энергоблока, а уже 30 января 1990 года третий энергоблок был введён в эксплуатацию.
В 1995 году было введено в эксплуатацию хранилище отработанного ядерного топлива. 
В 2012 году лицензия по эксплуатацию первого энергоблока была продлена на десять лет. В 2016 году был запущен комплекс переработки радиоактивных отходов. 29 ноября 2017 года на Смоленской АЭС состоялась резка первой отработанной тепловыделяющей сборки.

### Вывод из эксплуатации
В ходе проектирования Смоленской АЭС было принято решение о эксплуатации её реакторов на протяжении около 30 лет. Модернизация реакторов увеличила разрешённый срок службы на 10-15 лет. В 2014 году у села Богданово Рославльского района были начаты инженерные изыскания для начала строительства Смоленской АЭС-2. К 2027 году планируется вывод из эксплуатации энергоблока № 1.

## Конструкция

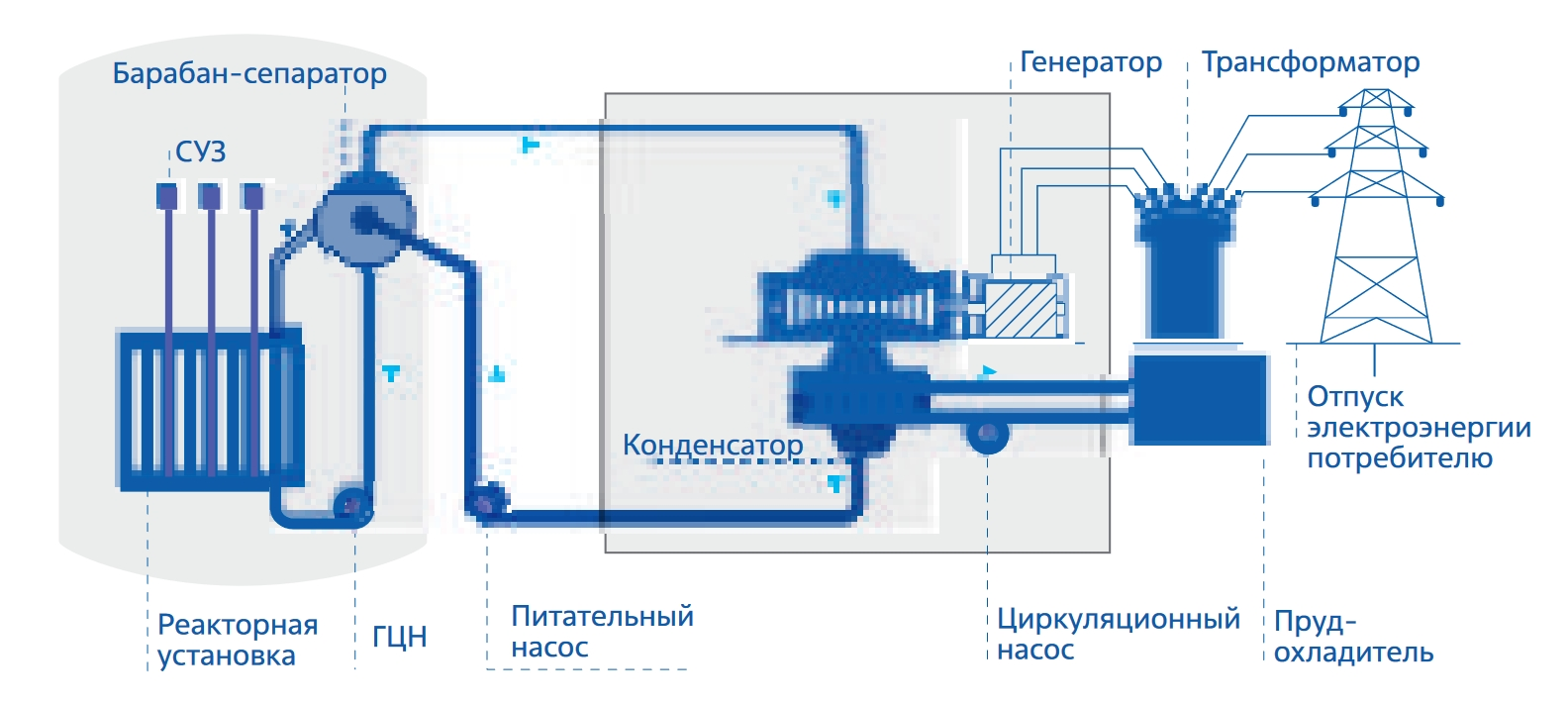
Схема работы атомных станций с реактором РБМК

Смоленская АЭС является сложным и масштабным комплексом различных технологических систем, оборудования, устройств, сооружений, предназначенным для преобразования электрической и тепловой энергии и выработки из неё электроэнергии.
Атомная электростанция использует три энергоблока с уран-графитовыми канальными реакторами РБМК-1000. Сам реактор находится в бетонной шахте и представляет собой систему каналов с установленными в них топливными сборками. Энергоблоки используют систему локализации аварий, которая исключает выбросы радиоактивных веществ в окружающую среду.
Пар в одноконтурных реакторах РБМК-1000 образуется непосредственно в реакторе из воды, предназначенной для охлаждения реактора. Для работы одного энергоблока используется два турбогенератора, установленных в общем для всех трёх энергоблоков машинном зале. Цепная ядерная реакция происходит в активной зоне реактора, а получаемое в результате реакции тепло затем преобразуется в электроэнергию.
Для обеспечения атомной станции технической и циркуляционной водой на территории Смоленской АЭС построены более 20 объектов, среди которых: земляные плотины и паводковые водосбросы, дамбы, водозаборные сооружения, насосные станции, открытые подводящие и отводящие каналы.

## Информация об энергоблоках
В составе Смоленской АЭС работают три энергоблока с реакторами РБМК-1000, электрической мощностью до 1000 МВт каждый, которые были введены в эксплуатацию последовательно в 1982, 1985 и 1990 годах. После аварии на Чернобыльской АЭС было заморожено строительство четвёртого энергоблока.
Реакторы РБМК-1000, использующиеся на Смоленской АЭС, работают на топливе с обогащением Урана-235.
| Энергоблок | Тип реакторов | Мощность | Мощность | Начало строительства | Подключение к сети                   | Ввод в эксплуатацию                  | Закрытие                             |
| Энергоблок | Тип реакторов | Чистый   | Брутто   | Начало строительства | Подключение к сети                   | Ввод в эксплуатацию                  | Закрытие                             |
| ---------- | ------------- | -------- | -------- | -------------------- | ------------------------------------ | ------------------------------------ | ------------------------------------ |
| Смоленск-1 | РБМК-1000     | 925 МВт  | 1000 МВт | 01.10.1975           | 09.12.1982                           | 30.09.1983                           | 2032(план)                           |
| Смоленск-2 | РБМК-1000     | 925 МВт  | 1000 МВт | 01.06.1976           | 31.05.1985                           | 02.07.1985                           | 2035 (план)                          |
| Смоленск-3 | РБМК-1000     | 925 МВт  | 1000 МВт | 01.05.1984           | 17.01.1990                           | 12.10.1990                           | 2040 (план)                          |
| Смоленск-4 | РБМК-1000     | 925 МВт  | 1000 МВт | 01.10.1984           | Строительство остановлено 01.12.1993 | Строительство остановлено 01.12.1993 | Строительство остановлено 01.12.1993 |

## Экологическое состояние

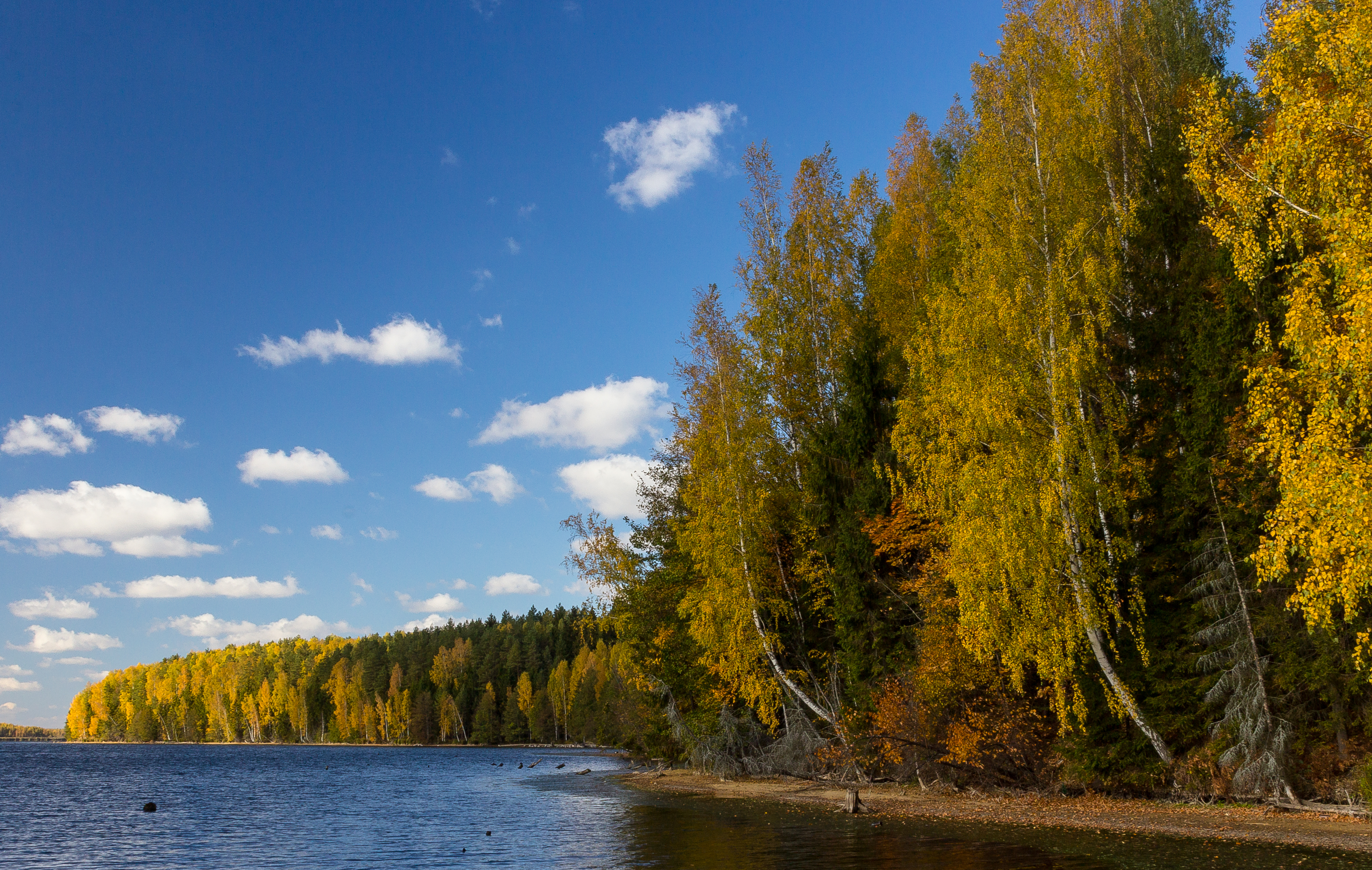
Десногорское водохранилище

Проведённый в 2020 году мониторинг показал, что выбросы загрязняющих веществ Смоленской АЭС в атмосферу составляют 31,48 % от установленного целевого уровня в 70 %. Сбросы загрязняющих веществ в водные объекты при целевом уровне в 30 % составляют 4,48 %. Единственным выбросом со Смоленской АЭС в атмосферу являются инертные радиоактивные газы, которые сразу распадаются в атмосфере, после попадания туда через вентиляционные трубы.
На 2014 год количество отходов производства и потребления Смоленской АЭС равнялось 0,3 % от общего количества отходов производства и потребления всех промышленных предприятий Смоленской области. Сбрасываемые воды не оказывают негативного влияния на качество воды в Десногорском водохранилище. Тем не менее, фактический объём сброса загрязняющих веществ со сточными водами в 2020 году составлял 199 тысячи тонн при установленном годовом сбросе в 4,4 млн тонн. С 2001 года на Смоленской АЭС ежегодно осуществляется зарыбление Десногорского водохранилища. Так в 2021 году в водохранилище было выпущено более 2 тонн рыбы.
В 2020 году силами сотрудников САЭС было утилизировано 6 тысяч тонн отходов, сторонним организациям для утилизации было передано 806 тысяч тонн, на обезвреживание было отправлено 431 тонна отходов. Кроме того, в 2020 году по сравнению с предыдущим годом, удалось снизить выбросы загрязняющих веществ в атмосферу на 32,1 %, а сбросы загрязняющих веществ в воду на 73,9 %.
Информация о радиационной и экологической обстановке в районе еженедельно печатается в газете «Смоленский атом», издающейся тиражом в 3400 экземпляров. Суммарные расходы на охрану окружающей среды в 2020 году составили 213 миллионов рублей.
В 2020 году на охрану окружающей среды Смоленская АЭС выделила 210 млн рублей.

## Безопасность
Обеспечение безопасности в процессе производства электрической и тепловой энергии является приоритетной задачей Смоленской АЭС. Все энергоблоки оснащены системой локализации аварий, исключающей выбросы радиоактивных веществ в окружающую среду. Специальные системы обеспечивают надёжный отвод тепла от реакторов даже при полной потере станцией электроснабжения с учётом возможных отказов оборудования. На случай аварии на АЭС решением губернатора области от 1997 года был предусмотрен план эвакуации населения. Данный план предполагает эвакуацию более 50 тысяч человек в 30 километровой зоне наблюдения Смоленской АЭС.
В сентябре 2011 года на САЭС прошла миссия OSART. Эксперты МАГАТЭ высоко оценили уровень эксплуатации Смоленской АЭС.

### Радиационная безопасность
Радиационный фон на территории станции измеряется с 1980 года. Его уровень на промышленной площадке и близлежащих наблюдаемых территориях соответствует уровню естественных природных значений — 0,07 — 0,14 микрозиверта. При этом на протяжении всего периода эксплуатации станции данные значения не превышали нормативных требований
В близлежащих населённых пунктах от Смоленской АЭС работает автоматическая система радиационной обстановки, состоящая из 15 наблюдательных постов с дозиметрической аппаратурой. Данные с постов автоматизированной системы контроля радиационной обстановки (АСКРО), ежечасно поступают в лабораторию внешнего радиационного контроля САЭС и в кризисный центр концерна «Росэнергоатом».
Контроль экологии региона расположения Смоленской АЭС осуществляет специально аккредитованная лаборатория охраны окружающей среды САЭС.

### Экологическая безопасность
В 2013 году Смоленская АЭС получила международный экологический сертификат International Ecologists Initiative. В 2020 году САЭС заняла второе место в конкурсе «Экологически образцовая организация атомной отрасли» по итогам 2020 года. За проект «Чистая энергия» конкурса сотрудники Смоленской АЭС стали победителем всероссийского конкурса «Лучший эковолонтерский отряд» в номинации «Мусору-нет!» в 2021 году. По итогам сертификации, прошедшей в 2021 году экспертами ассоциации «Русский регистр», система экологического менеджмента Смоленской АЭС показала соответствие требованиям национального стандарта ГОСТ Р ИСО 14001-2016 (ISO 14001:2015).
В 2021 году Смоленская АЭС заняла второе место в списке самых безопасных предприятий Росатома, победив в конкурсе «Экологически образцовая организация».

## Показатели работы
Смоленская АЭС является крупнейшим предприятием и налогоплательщиком в Смоленской области. Станция производит 80 % всей электроэнергии Смоленской области и 8 % электроэнергии Центрального федерального округа. За всю свою историю станция выработала более 725 млрд киловатт часов электроэнергии (данные на конец 2021 года).
Станция четырежды удостаивалась звания «Лучшая АЭС России» (1992, 1993, 2010, 2015). В 2000 году Смоленская АЭС стала первой на всероссийском конкурсе «Российская организация высокой социальной эффективности». В 2013 году станция получила награду международной сертификационной сети IQNet.
В 2007 году Смоленская АЭС первой среди всех атомных станций Российской Федерации получила сертификат соответствия системы менеджмента стандарту ИСО 9001
| Год  | КИУМ,%   | Энерговыработка, кВт·ч | «Лучшая АЭС России» |
| 2021 | 87,31 %  | 22,9 млрд              |                     |
| 2020 | 83,82 %  | 22 млрд                | III место           |
| 2019 | 76,07 %  | 19,9 млрд              |                     |
| 2018 | 72,3 %   | 19 млрд                |                     |
| 2017 | 85,79 %  | 22,5 млрд              |                     |
| 2016 | 84,67 %  | 22,3 млрд              |                     |
| 2015 | 92,02 %  | 24.1 млрд              | I место             |
| 2014 | 90,07%   | 23,6 млрд              |                     |
| 2013 | 75,4%    | 19,8 млрд              |                     |
| 2012 | 77,74 %, | 20,1 млрд              |                     |
| 2011 | 78,1 %   | 20,5 млрд              | II место            |
| 2010 | 79,26 %  | 20,8 млрд              | I место             |
| 2009 | 81,7 %   | 21,4 млрд              |                     |
| 2008 | 80,4 %   | 21,1 млрд              |                     |
| 1993 |          | 23 млрд                | I место             |
| 1992 |          | 26 млрд                | I место             |

## Руководство
| Директора - Мельник И. А. (1971—1979) - Тепикин Л. Е. (1979—1980) - Копчинский Г. А. (1980—1983) - Сараев Ю. П. (1983—1986) - Поздышев Э. Н. (1986) - Сараев Ю. П. (1986—1988 - Сафрыгин Е. М. (1988—1996) - Крылов (1996—2001) - Локшин А. М. (2001—2006) - Петров А. Ю. (2006—2015) - Васильев А. И. (2015—2016) - Лубенский П. А. (2016—н. в.) | Главные инженеры - Кобелев В. И. (1971—1974) - Сараев Ю. П. (1974—1983) - Прушинский Б. Я. (1983—1985) - Сафрыгин Е. М. (1985—1988) - Дорош Ю. Л. (до 1995) - Ахметкереев М. Х. (1998—2010) - Васильев А. И. (2010—2015) - Лещенко А. Ю. (2015—н. в.) |